# Динамическое звено
Динами́ческое звено́ — понятие, относящееся к теории автоматического управления. Под динамическим звеном понимают устройство любой физической природы и конструктивного оформления, описываемое определённым дифференциальным уравнением. Одним и тем же уравнением могут описываться весьма разнообразные устройства (механические, гидравлические, электрические и т. д.), а также процессы различной физической природы (технические, экономические, биологические, политические и прочие).
Классификация звеньев производится по виду дифференциального уравнения, описывающего поведение звена во временно́й области, или, что то же самое, по виду передаточной функции.

## Типовые динамические звенья
Звенья, которые описываются обыкновенными дифференциальными уравнениями первого и второго порядка, принято называть типовыми динамическими звеньями.
Типовые динамические звенья являются основными элементарными составными частями абстрактных структур непрерывных систем управления, поэтому знание их характеристик облегчает анализ и синтез таких систем.
Разбиение динамических систем на элементарные звенья в составе структурной схемы значительно упрощает их расчёт, анализ и конструирование.
Параметрами звена являются постоянные коэффициенты дифференциального уравнения. Для элементарных звеньев они имеют свои названия и определяют инерционные свойства или свойства усиления входных сигналов звена. Принято обозначать буквой Т постоянную времени, характеризующую инерционные свойства, и буквой k — коэффициент передачи звена.
| Название звена                  | Определяющее дифференциальное уравнение                                                     | Передаточная функция, {\displaystyle W(s)}           | Переходная функция, {\displaystyle h(t)}                      | Импульсная переходная функция, {\displaystyle w(t)}                    | Амплитудно-частотная характеристика, {\displaystyle A(\omega )} | Фазо-частотная характеристика {\displaystyle \varphi (\omega )} | Логарифмическая амплитудно-частотная характеристика, {\displaystyle L(\omega )} |
| ------------------------------- | ------------------------------------------------------------------------------------------- | ---------------------------------------------------- | ------------------------------------------------------------- | ---------------------------------------------------------------------- | --------------------------------------------------------------- | --------------------------------------------------------------- | ------------------------------------------------------------------------------- |
| Усилительное (пропорциональное) | {\displaystyle y(t)=kx(t)}                                                                  | {\displaystyle k}                                    | {\displaystyle k\cdot 1(t)}                                   | {\displaystyle k\cdot \delta (t)}                                      | {\displaystyle k}                                               | {\displaystyle 0}                                               | {\displaystyle 20\lg k}                                                         |
| Апериодическое 1-го порядка     | {\displaystyle T{\dot {y}}(t)+y(t)=kx(t)}                                                   | {\displaystyle {\frac {k}{Ts+1}}}                    | {\displaystyle k(1-\mathrm {e} ^{-{\frac {t}{T}}})\cdot 1(t)} | {\displaystyle {\frac {k}{T}}\mathrm {e} ^{-{\frac {t}{T}}}\cdot 1(t)} | {\displaystyle {\frac {k}{\sqrt {1+T^{2}\omega ^{2}}}}}         | {\displaystyle -\arctan(\omega T)}                              | {\displaystyle 20\lg k-20\lg {\sqrt {1+T^{2}\omega ^{2}}}}                      |
| Апериодическое 2-го порядка     | {\displaystyle T_{2}^{2}{\ddot {y}}(t)+T_{1}{\dot {y}}(t)+y(t)=kx(t),T_{1}\geqslant 2T_{2}} | {\displaystyle {\frac {k}{T_{2}^{2}s^{2}+T_{1}s+1}}} |                                                               |                                                                        |                                                                 |                                                                 |                                                                                 |
| Колебательное                   | {\displaystyle T^{2}{\ddot {y}}(t)+2\xi T{\dot {y}}(t)+y(t)=kx(t),0<\xi <1}                 | {\displaystyle {\frac {k}{T^{2}s^{2}+2\xi Ts+1}}}    |                                                               |                                                                        |                                                                 |                                                                 |                                                                                 |
| Консервативное                  | {\displaystyle T^{2}{\ddot {y}}(t)+y(t)=kx(t)}                                              | {\displaystyle {\frac {k}{T^{2}s^{2}+1}}}            |                                                               |                                                                        |                                                                 |                                                                 |                                                                                 |
| Идеальное интегрирующее         | {\displaystyle {\dot {y}}(t)=kx(t)}                                                         | {\displaystyle {\frac {k}{s}}}                       | {\displaystyle kt\cdot 1(t)}                                  | {\displaystyle k\cdot 1(t)}                                            | {\displaystyle {\frac {k}{\omega }}}                            | {\displaystyle -{\frac {\pi }{2}}}                              | {\displaystyle 20\lg k-20\lg \omega }                                           |
| Идеальное дифференцирующее      | {\displaystyle y(t)=k{\dot {x}}(t)}                                                         | {\displaystyle ks}                                   | {\displaystyle k\cdot \delta (t)}                             | {\displaystyle k\cdot {\dot {\delta }}(t)}                             | {\displaystyle k\omega }                                        | {\displaystyle +{\frac {\pi }{2}}}                              | {\displaystyle 20\lg k\omega }                                                  |
| Форсирующее 1-го порядка        | {\displaystyle y(t)=k\left[T{\dot {x}}(t)+x(t)\right]}                                      | {\displaystyle k(Ts+1)}                              | {\displaystyle k\cdot (\delta (t)+1)}                         |                                                                        |                                                                 |                                                                 |                                                                                 |
| Форсирующее 2-го порядка        | {\displaystyle y(t)=k\left[T^{2}{\ddot {x}}(t)+2\xi T{\dot {x}}(t)+x(t)\right]}             | {\displaystyle k(T^{2}s^{2}+2\xi Ts+1)}              |                                                               |                                                                        |                                                                 |                                                                 |                                                                                 |
| Чистого запаздывания            | {\displaystyle y(t)=x(t-\tau )}                                                             | {\displaystyle \mathrm {e} ^{-s\tau }}               | {\displaystyle 1(t-\tau )}                                    | {\displaystyle \delta (t-\tau )}                                       | {\displaystyle 1}                                               | {\displaystyle -\omega \tau }                                   | {\displaystyle 0}                                                               |

### Пропорциональное звено (П-звено)
Пропорциональное звено является безынерционным. Оно пропускает колебания любой частоты, масштабируя их на коэффициент передачи. Примером П-звена может служить жесткий рычаг, в котором коэффициент передачи определяется соотношением длин плеч.

### Интегрирующее звено (И-звено)
Интегрирующее звено является инерционным. Колебания на выходе звена отстают от колебаний на входе на угол -π/2. Особенностью звена является то, что выходная величина будет неограниченно увеличиваться до снятия возмущения, а после сигнал на выходе звена остается неизменным. Примерами могут служить гидравлический серводвигатель, абсолютно черное тело и гидравлическая система с насосом на стоке.

### Дифференцирующее звено (Д-звено)
Это звено не может быть технически реализовано из-за того, что порядок правой части его уравнения больше порядка левой части. Можно только приблизиться к этому уравнению, использовав реальное дифференцирующее звено.

Для того чтобы свойства реального дифференцирующего звена приближались к свойствам идеального, необходимо одновременно увеличивать коэффициент передачи к и уменьшать постоянную времени Т так, чтобы их произведение оставалось постоянным кТ = кд. Отметим, что в размерность кд входит время.

### Инерционное звено второго порядка (колебательное звено)
Примером такою звена является двухъёмкостный объект  по  каналу действия перемещения клапана на притоке жидкости  на уровень во второй емкости. Колебательному характеру переходной характеристики соответствует наличие в графике АЧХ резонансного пика при частоте резонанса. Отношение максимального (пикового) значения АЧХ к ее значению при нулевой частоте получило поэтому название частотного показателя колебательности. Об интенсивности затухания колебаний можно судить также и по корневому показателю колебательности, который равен отношению положительного значения вещественной части» корней к их мнимой части 